# Djuphån (Malungs socken, Dalarna)
Djuphån är en sjö i Malung-Sälens kommun i Dalarna och ingår i Dalälvens huvudavrinningsområde. Sjön har en area på 0,117 kvadratkilometer och ligger 443,1 meter över havet. Sjön avvattnas av vattendraget Sångan (Tvärån).

## Delavrinningsområde
Djuphån ingår i det delavrinningsområde (672626-137020) som SMHI kallar för Utloppet av Djuphån. Medelhöjden är 444 meter över havet och ytan är 0,41 kvadratkilometer. Räknas de 3 avrinningsområdena uppströms in blir den ackumulerade arean 23,16 kvadratkilometer. Sångan (Tvärån) som avvattnar avrinningsområdet har biflödesordning 4, vilket innebär att vattnet flödar genom totalt 4 vattendrag innan det når havet efter 413 kilometer. Avrinningsområdet består mestadels av sankmarker (65 procent). Avrinningsområdet har 0,13 kvadratkilometer vattenytor vilket ger det en sjöprocent på 30,9 procent.